# 柏崎県
柏崎県（かしわざきけん）は、1868年（慶応4年）に越後国内の幕府領・旗本領を管轄するために明治政府によって設置された県および1869年（明治2年）に越後国西部を管轄するために設置された県。管轄地域は現在の新潟県上越地方、中越地方に及ぶ。

## 概要

### 柏崎県（第1次）
幕末の柏崎は桑名藩の越後国における飛地領の中心都市で、同藩の陣屋が置かれていた。1868年（慶応4年）の戊辰戦争の際には、伊勢の桑名藩本藩が新政府軍に恭順して以降も藩主松平定敬らはこれに従わずに飛地領の柏崎に移り、会津藩兵および旧幕府歩兵とともに新政府軍に抵抗した。これに対して上越地方を掌握した新政府軍は高田（現上越市）を拠点にして刈羽郡、魚沼郡方面への侵攻を進め、柏崎を制圧下に置いた（鯨波戦争）。
その後、政府は越後国内においてその直轄地となるべき旧幕府領や敵対藩からの没収地などを管轄させるために高田に越後府（第1次）を設置した。戦況の進展とともに新政府軍の掌握地域が拡大すると、政府は越後府に越後全域の直轄領を管轄させるという方針を転換し、柏崎県（第1次）を設置して越後南半部の頸城郡、刈羽郡、魚沼郡を管轄させることとした。県庁は、刈羽郡柏崎の旧桑名藩陣屋に置かれた。ただし越後府との関係は不分明であり、当初は越後府の管轄下にあったと考えられている。
同年11月、柏崎県を廃して新潟府（越後府から改称）に合併することが布達されたが、この間の政府の方針の動揺や知事人事などに関する現地との齟齬が大きく、この布達は実行されなかったらしい。1869年（明治2年）に再度柏崎県を廃止する布達が出され、越後府（第2次）に合併された。

### 柏崎県（第2次）
このように越後国内の統治機関は目まぐるしく変化するが、同年6月の版籍奉還後の府藩県三治制が整備される過程で、越後府の後身である水原県から上越・中越地方の頸城郡、刈羽郡、魚沼郡、三島郡、古志郡の管轄区域を分離して再び柏崎県（第2次）が設置された。その後、財政破綻のために政府に廃藩を願い出ていた長岡藩を編入している。
1871年（明治4年）の廃藩置県ではそのまま存続したが、同年に行われた第1次府県再編で上越・中越地方の旧藩を引き継いだ高田県、与板県、清崎県（旧糸魚川藩）、椎谷県を合併し、上・中越5郡全域を管轄する県となった。
しかし、1873年（明治6年）、第2次府県再編を待たずに下越地方の蒲原郡、岩船郡を管轄していた新潟県（第2次）に合併され、柏崎県（第2次）は廃止された。

## 沿革
- 1868年（慶応4年）
  - 閏4月29日 - 戊辰戦争で新政府軍が柏崎を制圧。
  - 7月27日 - 刈羽郡柏崎（現在の柏崎市大久保二丁目5-1）の桑名藩柏崎陣屋に柏崎県（第1次）を設置。
- 1868年（明治元年）
  - 11月5日 - 柏崎県を廃して新潟府に合併することが布達される（実行されず）。
- 1869年（明治2年）
  - 2月22日 - 再度柏崎県を廃止する布達が出され、越後府（第2次）に合併。同日柏崎県（第1次）廃止。
  - 8月25日 - 水原県（旧越後府）から上越・中越5郡を分離して柏崎県（第2次）を再置。
- 1870年（明治3年）10月22日 - 長岡藩の大部分を編入。
- 1871年（明治4年）11月20日 - 第1次府県統合により柏崎県、高田県、与板県、清崎県、椎谷県が統合され、改めて柏崎県を設置。上・中越5郡全域を管轄。
- 1873年（明治6年）6月10日 - 新潟県（第2次）に合併。同日柏崎県廃止。

## 管轄地域

### 柏崎県（第1次）
- 越後国
  - 頸城郡のうち - 483村（出雲崎支配所135村、川浦支配所79村、高田藩預所252村、高田藩領16村）
  - 魚沼郡のうち - 393村（出雲崎支配所106村、脇野町支配所13村、桑名藩預所20村、会津藩預所79村、桑名藩領22村、会津藩領157村）
  - 刈羽郡のうち - 128村（旗本領15村、桑名藩預所31村、桑名藩領82村）
  - 三島郡のうち - 94村（出雲崎支配所71村、脇野町支配所6村、水原支配所2村、会津藩領16村）
  - 古志郡のうち - 21村（桑名藩預所17村、桑名藩領4村）

蒲原郡の桑名藩領7村は越後府に、同預所144村は、うち56村が新潟県（第1次）、63村が新発田藩、7村が村上藩、18村が村松藩に編入された。

### 柏崎県（第2次）
- 越後国
  - 古志郡 - 284村（長岡藩領263村を編入）
  - 頸城郡のうち - 483村
  - 魚沼郡のうち - 393村
  - 刈羽郡のうち - 147村（長岡藩領19村を編入）
  - 三島郡のうち - 163村（長岡藩領69村を編入）

蒲原郡の長岡藩領83村は、うち82村が新潟県（第2次）、1村が新発田藩に編入された。

## 歴代知事

### 柏崎県（第1次）
- 1868年（慶応4年）7月27日 - 1868年（慶応4年）9月8日 ： 知事・四条隆平（前北陸道鎮撫総督、元公家）
- 1868年（慶応4年）9月8日 - 1868年（慶応4年）9月11日 ： 不在
- 1868年（慶応4年）9月11日 - 1868年（明治元年）11月5日 ： 知事・久我通城（元公家）

### 柏崎県（第2次）
- 1869年（明治2年）8月25日 - 1869年（明治2年）8月27日 ： 不在
- 1869年（明治2年）8月27日 - 1871年（明治4年）10月20日 ： 権知事・新庄厚信（元岡山藩士）
- 1871年（明治2年）10月20日 - 1871年（明治4年）11月14日 ： 不在
- 1871年（明治4年）11月14日 - 1872年（明治5年）9月18日 ： 参事・南部広矛（前柏崎県大参事、元福井藩士）
- 1871年（明治4年）12月5日 - 1873年（明治6年）6月10日 ： 参事・鳥居朝道